# Base aérienne de Lechfeld
La base aérienne de Lechfeld est une base aérienne de la Luftwaffe située dans l'Arrondissement d'Augsbourg en Bavière dans le sud de l'Allemagne.
La base a connu une activité aérienne militaire dès 1912. Depuis la fin de la Seconde Guerre mondiale, la base de Lechfeld est utilisée par des unités de la Luftwaffe, de la Bundeswehr et de l'US Army.
Le JBG-32 de la Luftwaffe y est stationné depuis 1958. Cette unité a volé successivement sur F-84F Thunderstreak, Lockheed F-104 Starfighter et enfin Tornado dans une mission de guerre électronique.  

## En images

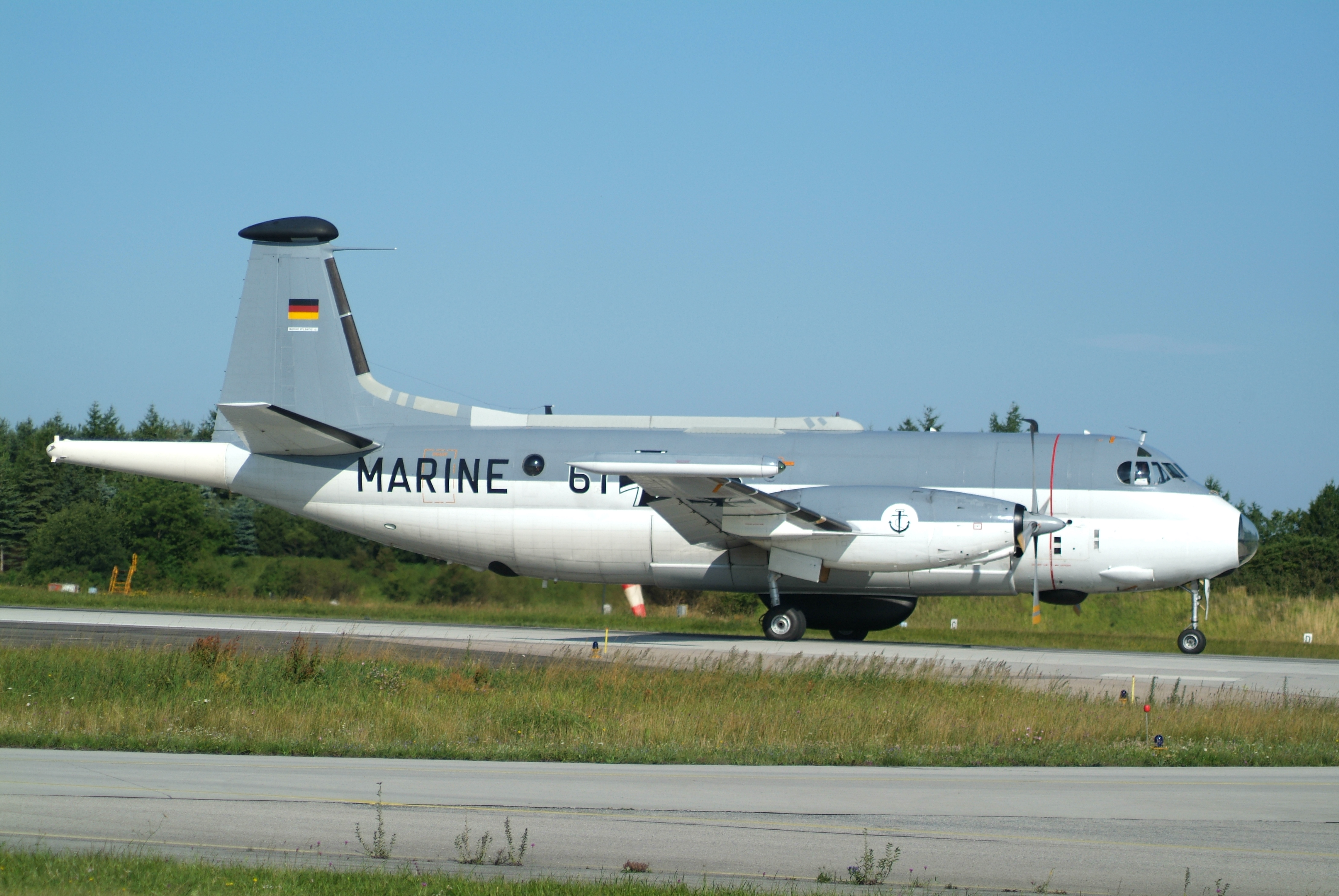
Un Breguet 1150 M Atlantic
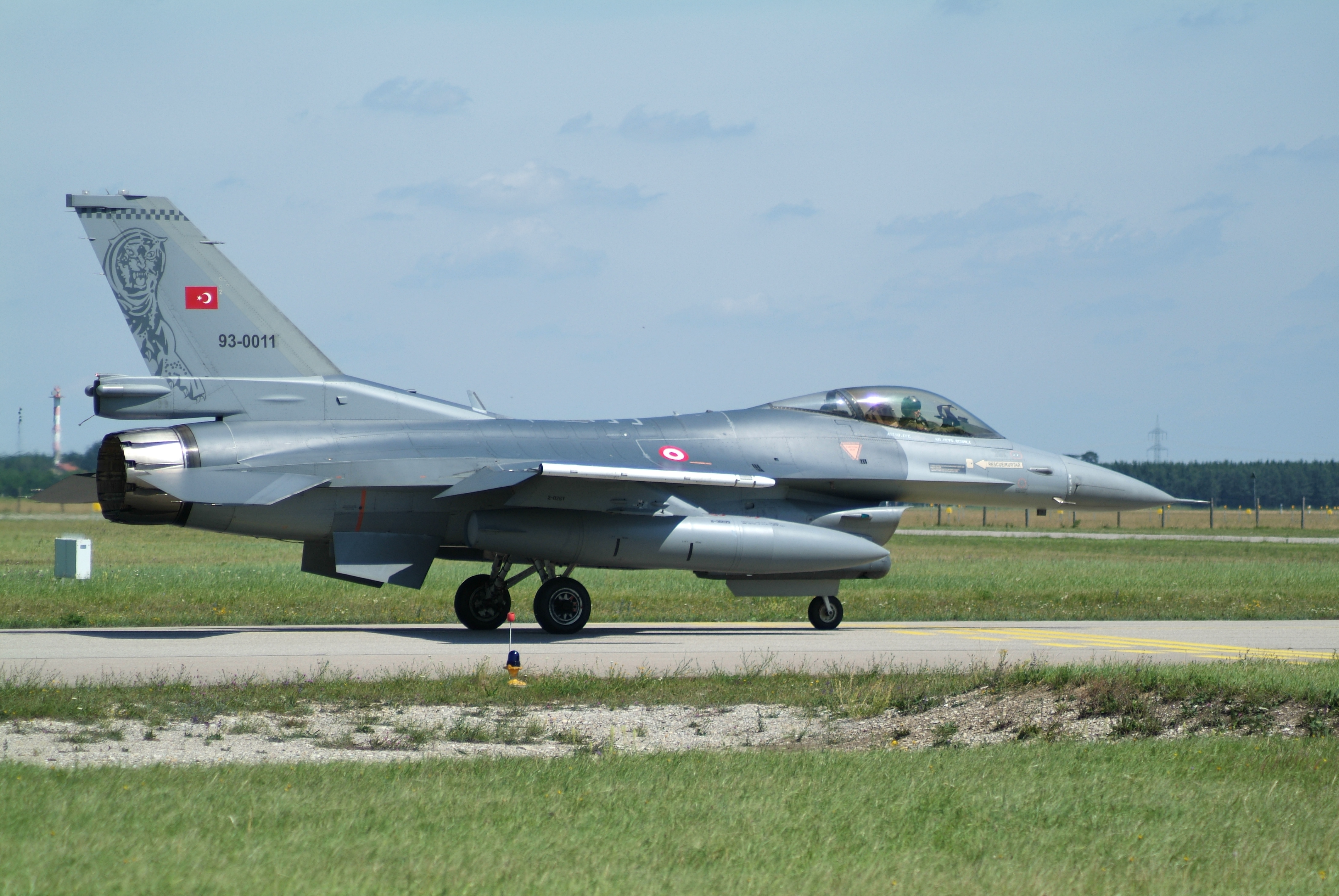
un F-16
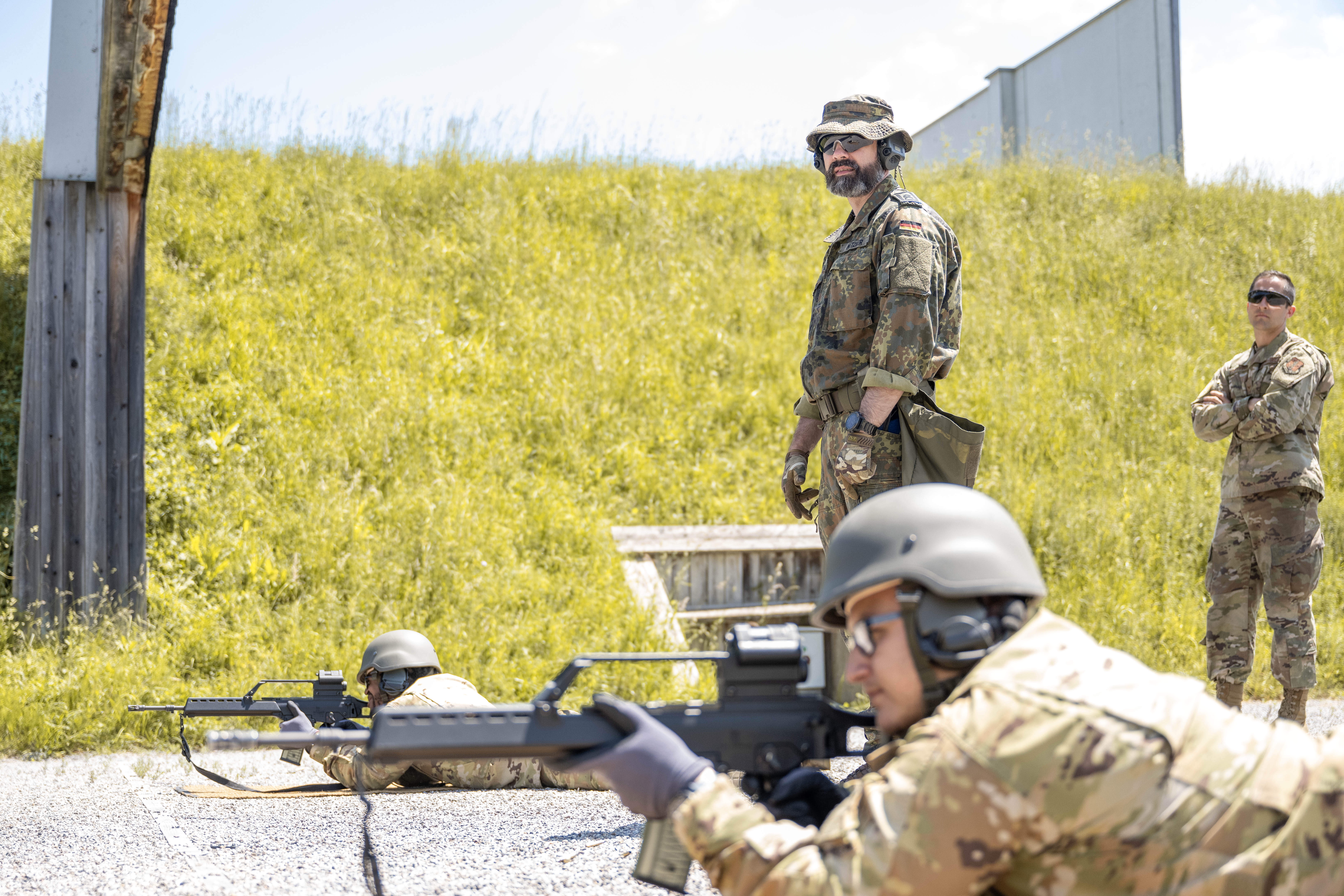
entrainement pendant Air Defender 2023.